# الخدمة الراديوية العامة للرزم
خدمة الرزم اللاسلكية العامة أو الخدمة الراديوية العامة للرزم  (بالإنجليزية: General Packet Radio Service)‏ اختصاراً GPRS، هي خدمة بيانات راديوية للحزمة الموجهة، تتواجد لدى مستخدمي الجيل الثاني من أنظمة الاتصالات الخلوية في النظام العالمي لاتصالات الهواتف المحمولة بالإضافة للجيل الثالث.
تزود الجي بي ار اس بيانات تتراوح بين 56-114 kbit/s.

## مقدمة عن الـ جي أس أم
ثلاثة حروف اختصار للنظام العالمي للجهاز الخليوي.
عام 1980 : التطور في نظام الهواتف المحمولة
كل بلد طور النظام الخاص به
1982 : مجموعة الـ جي أس أم أسست من قبل سي إي بي تي لتطوير النظام العام للهواتف النقالة التي نجدها في النقاط التالية :
	- تخفيض التكلفة
	- دعم التجوال الدولي
	- القدرة على دعم المحطات المحمولة
	- فعالية قوية
1993 : 36 شبكة الـ جي أس أم في 22 بلد في أنحاء العالم
تطور أجهزة الهاتف النقال :
الجيل الأول : أنظمة الهواتف الخليوية اليدوية
الجيل الثاني : أنظمة الهواتف الخليوية الرقمية والتي تستخدم دارات كهربائية
الجيل 2.5 : تحسين سرعة المعطيات وذلك باستخدام رزم تبادلية مع خدمة الـ جي بي آر اس
الجيل الثالث : بروتوكولات جديدة وتقنيات جديدة والانتقال من الدارات التبادلية والرزم التبادلية
الـ جي بي آر اس هي توفرت لمستخدمي الجيل الثاني من أنظمة الاتصالات المحمولة بسرعة بين 56 – 114 كيلو بت / ثا
الجيل الثاني من الهواتف المحمولة تضمن الـ جي بي آر اس وهو يعرف بأنه بين الجيل الثاني والثالث أي الجيل 2.5 وهي تقنية جديدة بين الجيلين السابقين
إنها تؤمن سرعة معتدلة لنقل المعطيات وذلك باستخدام نظام تقسيم زمن النفاذ المتعدد تي دي أم إي مثال على ذلك نظام الـ جي أس أم
في الاصل كان هناك العديد من الأفكار لتجعل الـ جي بي آر اس تغطي بقية المعايير لكن عوضاً عن ذلك الشبكات صنعت لتستخدم الـ جي أس أم لهذا السبب نجد الـ جي أس أم هو النوع الوحيد من الشبكات التي تستخدم الـ جي بي آر اس
الـ جي بي آر اس تقدم الخدمات الممكنة التالية :
-	نفاذ دائم على شبكة الانترنت
-	خدمة وسائط النقل المتعددة (ملتيميديا)
-	الرسائل السريعة
-	تطبيقات الإنترنت للأجهزة الذكية (بروتوكول التطبيقات اللاسلكي)
-	خدمة نقطة لنقطة
الـ جي بي آر اس تدعم البروتوكولات التالية :
-	بروتوكول (أي بي) :
-	بروتوكول نقطة لنقطة : في هذا النمط هذا البروتوكول ليس مجهز بالنسبة لمعاملات الهاتف المحمول لكن إذا استخدم الهاتف المحمول كموديم إلى الحاسب المتصل حينها الـ بي بي بي سيستخدم لتحويل الـ أي بي للهاتف
-	هذه الخاصية تسمح للـ أي بي للارتباط مباشرة بالهاتف المحمول
الأجهزة التي تدعم الـ جي بي آر اس تقسم إلى ثلاثة صفوف :
1)	الصف أ) : يمكنه الاتصال بخدمات الـ جي بي آر اس والـ جي اس أم واستخدامهم معاً في نفس الوقت
عدة أجهزة منه ستصبح متاحة هذه الأيام من هذا الصف
2)	الصف ب) : يمكنه الاتصال بخدمة الـ جي بي آر اس والـ جي اس ام ولكن باستخدام واحدة فقط منهم في وقت محدد
خلال تفعيل خدمة الـ جي اس ام خدمة الـ جي بي آر اس ستتوقف عن العمل ومتابعة العمل ستكون فوراً بعد انتهاء خدمة الـ جي اس ام
أغلبية أجهزة الـ جي بي آر اس هي من الصف ب
3)	الصف ج) يتصل بخدمة واحدة فقط ويجب أن يحول من خدمة لأخرى عند الحاجة

## مقدمة بسيطة عن طريقة عمل الـ GPRS
إن ميزات الـ GPRS أنه يجعل الشبكة تخصص لمستخدم الجوال الذي يريد تبادل البيانات عنوان افتراضي خاص به على شبكة الإنترنت (IP افتراضي) لكي يستطيع تبادل البيانات عن طريق هذا العنوان.

## للتوضيح
نناقش أولاً حالة تبادل البيانات في الشبكة بالشكل الطبيعي،
لدينا في الشكل السابق :
عندما يريد المستخدم Y إرسال بيانات إلى المستخدم Z فإن البيانات ترسل من الـ IP الخاص بالمستخدم Y إلى الـ IP الخاص بالمستخدم Z.
أما في حالة استخدام الـ GPRS فالمستخدم بصفته يستخدم جوال يدعم GPRS للوصول إلى شبكة الإنترنت فهو لا يملك IP حقيقة لذا فإن الشبكة تمنح المستخدم IP افتراضية لكي يستطيع تبادل البيانات عن طريق الـ IP المخصصة له.
فعندما يريد المستخدم Y إرسال بيانات إلى المستخدم X ـ حيث Y لا يعلم أن X يستخدم الجوال ـ فإن Y يرسل البيانات إلى IP الافتراضية المخصصة لـ X من قبل الشبكة، فالشبكة تستقبل البيانات المرسلة إلى هذه الـ IP ثم ترسلها إلى المستخدم X على شكل بيانات عادية.
```
  # Free GPRS resources
  # GSM World, the trade association for GSM and GPRS network operators.
  # GPRS Tutorial How machines use the GPRS network
```